# Stadion Oláh Gábor utcai
El Stadion Oláh Gábor utcai es un estadio multiusos de Debrecen, Hungría. Posee una capacidad para 10 200 personas. Actualmente se utiliza sobre todo para los partidos de fútbol. El Debreceni VSC jugó sus partidos como local en este estadio entre 1993 y 2014, año en el que fue reemplazado por el Estadio Nagyerdei.

## Partidos de la selección húngara
| Amistoso; 29 de marzo de 2000 | Hungría | 0:0 (0:0) | Polonia | Stadion Oláh Gábor utcai, Debrecen, Hungría           |                                                       |
|                               |         | Reporte   |         | Asistencia: 7000 espectadores Árbitro(s): Zoran Arsić | Asistencia: 7000 espectadores Árbitro(s): Zoran Arsić |

| Amistoso; 17 de abril de 2002 | Hungría                        | 2:5 (1:4) | Bielorrusia                                             | Stadion Oláh Gábor utcai, Debrecen, Hungría              |                                                          |
|                               | Kenesei 14' · Fehér 85' (pen.) | Reporte   | Hleb 24' · Kutuzov 28' 33' · Hackevic 43' · Kacsuro 75' | Asistencia: 4500 espectadores Árbitro(s): Marian Salomir | Asistencia: 4500 espectadores Árbitro(s): Marian Salomir |